# William J. Wynn

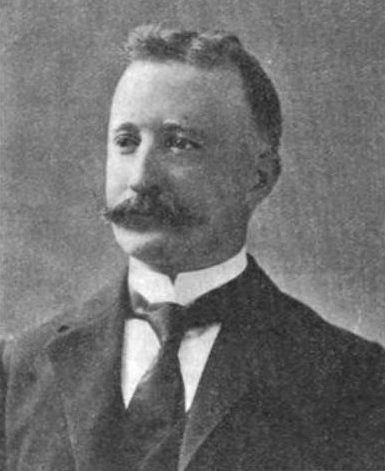
William J. Wynn

William Joseph Wynn (* 12. Juni 1860 in San Francisco, Kalifornien; † 4. Januar 1935 ebenda) war ein US-amerikanischer Politiker. Zwischen 1903 und 1905 vertrat er den Bundesstaat Kalifornien im US-Repräsentantenhaus.

## Werdegang
William Wynn besuchte die öffentlichen Schulen seiner Heimat. Danach absolvierte er eine Lehre als Maschinist. In den folgenden Jahren übte er diesen Beruf in seiner Heimatstadt San Francisco aus. Gleichzeitig schlug er als Mitglied der Demokratischen Partei eine politische Laufbahn ein. In den Jahren 1902 und 1903 war er Stadtrat in San Francisco.
Bei den Kongresswahlen des Jahres 1902 wurde Wynn im fünften Wahlbezirk von Kalifornien in das US-Repräsentantenhaus in Washington, D.C. gewählt, wo er am 4. März 1903 die Nachfolge von Eugene F. Loud antrat. Da er im Jahr 1904 nicht bestätigt wurde, konnte er bis zum 3. März 1905 nur eine Legislaturperiode im Kongress absolvieren. Nach dem Ende seiner Zeit im US-Repräsentantenhaus arbeitete William Wynn in seiner Heimat in der Versicherungsbranche. Er starb am 4. Januar 1935 in San Francisco.